# Dryptodon donnianus
Dryptodon donnianus là một loài Rêu trong họ Grimmiaceae. Loài này được (Sm.) Hartm. mô tả khoa học đầu tiên năm 1838.